# NGC 812
NGC 812 est une très vaste galaxie spirale située dans la constellation d'Andromède. NGC 812 a été découverte par l'astronome français Édouard Stephan en 1876.

## Caractéristiques
Sa vitesse par rapport au fond diffus cosmologique est de 4 942 ± 18 km/s, ce qui correspond à une distance de Hubble de 72,9 ± 5,1 Mpc (∼238 millions d'al).
À ce jour, huit mesures non basées sur le décalage vers le rouge (redshift) donnent une distance de 57,263 ± 3,111 Mpc (∼187 millions d'al), ce qui est à l'extérieur des valeurs de la distance de Hubble. Notons cependant que c'est avec la valeur moyenne des mesures indépendantes, lorsqu'elles existent, que la base de données NASA/IPAC calcule le diamètre d'une galaxie et qu'en conséquence le diamètre de NGC 812 pourrait être d'environ 275,6 kpc (∼899 000 al) si on utilisait la distance de Hubble pour le calculer.
NGC 812 présente une large raie HI. En raison d'une brillance de surface égale à 11,91  mag/am2, on peut qualifier NGC 812 de galaxie présentant une brillance de surface élevée. Le diamètre indiqué sur la base de données NASA/IPAC est basé sur une entrée du catalogue MCG publié en 1964 et il s'agit fort probablement d'une erreur. À une distance d'environ 240 années-lumière et avec une taille maximale d'environ 2,2′, un simple calcul donne plutôt un diamètre d'environ 150 années-lumière. 

## Supernova
La supernova SN 2010jj a été découverte dans NGC 812 le 3 novembre par l'astronome amateur américain Doug Rich (en). Cette supernova était de type IIn.

## Groupe de NGC 812
La galaxie NGC 812 est la plus grosse et la plus brillante d'un trio de galaxies. Les deux autres galaxies du groupe de NGC 812 sont NGC 846 et UGC 1686.